# Astragalus commodus
Astragalus commodus là một loài thực vật có hoa trong họ Đậu. Loài này được (Bunge) Maassoumi miêu tả khoa học đầu tiên năm 1998.